# فرودگاه راکشااول
 فرودگاه راکشااول (به انگلیسی: Raxaul Airport) یک فرودگاه همگانی است که یک باند فرود سنگفرش دارد و طول باند آن ۱۰۹۷ متر است. این فرودگاه در کشور هند قرار دارد و در ارتفاع ۷۹ متری از سطح دریا واقع شده است.